# 中心點 (印第安納州)
中心點（英語：Center Point）是一個位於美國印地安納州克萊縣的城鎮。

## 地理
中心點的座標為39°24′57″N 87°04′36″W / 39.41583°N 87.07667°W，而該地的平均海拔高度為200米（即656英尺）。

## 人口
根據2010年美國人口普查的數據，中心點的面積為1.97平方千米，當中陸地面積為1.92平方千米，而水域面積為0.05平方千米。當地共有人口242人，而人口密度為每平方千米123人。